# Band di supporto
Nella terminologia musicale, una band di supporto o gruppo di accompagnamento (backing band in inglese britannico, backup band in inglese americano) è un gruppo musicale che accompagna un cantante durante un'esibizione dal vivo o nel corso di una registrazione. La band di supporto può essere costituita o da un gruppo di artisti che suonano stabilmente insieme, con poche o nessuna modifica nella formazione, o da un gruppo costituito ad hoc proprio con quello scopo; in quest'ultimo caso la band di supporto è di solito formata da turnisti.

## Nel rock
Nella musica rock sono state utilizzate frequentemente delle band di supporto, in aiuto all'artista solista; tra le più note sono i Mothers of Invention con Frank Zappa, i Mahogany Rush con Frank Marino, e la E Street Band con Bruce Springsteen.

## Nel rock & roll
Verso la fine degli anni cinquanta l'allora sconosciuto Harry Rodger Webb pubblica insieme ai The Drifters, un gruppo rock & roll divenuto la sua band di supporto, il brano Move It che, grazie anche ad apparizioni televisive, raggiunge in breve la seconda posizione nelle classifiche inglesi. In poco meno di un anno, divenuti assai popolari col nome di Cliff Richard & The Shadows, sono i precursori dell'incombente successo delle band rock, rappresentando la formazione standard tipica di innumerevoli gruppi del loro tempo, in cui un lead singer viene accompagnato da una band di supporto e il nome adottato è la combinazione del nome del leader col nome della band.

## Nel reggae
L'esistenza di gruppi di musicisti che accompagnano un artista in studio è piuttosto tradizionale nel reggae.
Una delle backing band più conosciute nella storia del reggae è la Wailers Band, che ha rappresentato una componente fondamentale nel successo di Bob Marley, che era uno dei membri della formazione originale della band.
Una band di supporto viene utilizzata nel reggae per accompagnare un cantante ancora privo di un gruppo musicale o per suonare delle melodie che si intende arrangiare in una registrazione. La maggior parte delle band giamaicane, se non formano un gruppo musicale autonomo, sono sotto la guida di un produttore o di un arrangiatore dub.

## In Italia
Anche in Italia si è avuto, nel corso degli anni, l'esistenza di gruppi che accompagnavano un solo artista che, in alcuni casi, hanno poi avuto anche una carriera autonoma: si possono ricordare Adriano Celentano e i Ribelli, Gianni Morandi e Coro degli Angeli, Ghigo & i Goghi, Tony Dallara e i Campioni, e Vasco Rossi e la Steve Rogers Band.